# Ōshugosannenki

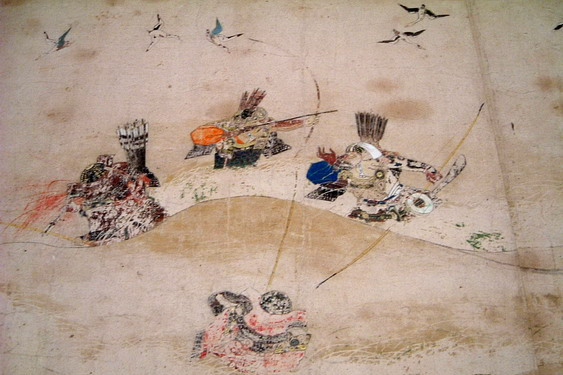
「雁行の乱れ.

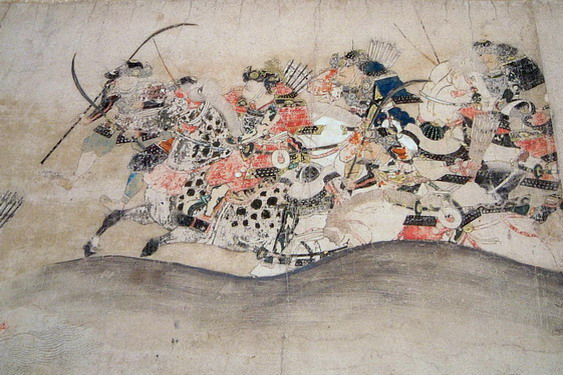
Les troupes de Minamoto no Yoshiie.

L'Ōshugosannenki (奥州後三年記, litt. Chronique des trois dernières années d'Ōshu) est un emaki composé de rouleaux illustrés conservé au musée national de Tokyo. Elle prend place durant trois années de l'époque Heian de 1083 à 1088. Elle raconte la guerre de Gosannen entre les provinces de Mutsu et Dewa respectivement emmenées par Minamoto no Yoshiie et Kiyohara no Iehira. Le terme « trois années » correspond aux années 1086 à 1088. L'œuvre a été créée deux fois, une fois en 1171 puis en 1347. De nos jours, seuls les rouleaux de 1347 existent encore.

## Version de 1171 et version de 1347
La version originale comptait 20 parties. Dans la version de 1347 appelée (後三年合戦絵詞), des illustrations ont été ajoutées. L'emaki est divisé en trois volumes, chacun composé de cinq sections.

## Volume 1, section 1
Après avoir appris que Iehira a chassé le gouverneur Yoshiie, Takehira rassemble ses troupes à Mutsu, traverse Dewa pour rencontrer Iehira. Takehira lui dit qu'en chassant un guerrier aussi puissant que le gouverneur Yoshiie, il a apporté — tant à Iehira qu'à Takehira — un grand honneur puisque le gouverneur Yoshiie a une plus grande réputation que les deux familles Minamoto et Taira. Cependant, en conséquence de son acte, leurs destins sont scellés et ils vont mourir ensemble. Par ces mots d'encouragement, Iehira obtient un sentiment de fierté et invite Takehira à Fort Kenesawa où ils peuvent trouver meilleur abri et soutien.

## Volume 1, section 2
Yoshimitsu, frère du shogun Yoshiie démissionne de ses fonctions parce que l'empereur retiré n'a pas accédé à sa demande de rejoindre son frère dans la bataille à la vie ou la mort contre Takehira. Maintenant, avec Yoshimitsu sur le champ de bataille, les forces frontales de Yoshiie commencent leur attaque contre le fort.
Les occupants du fort ripostent avec des flèches et l'une d'entre elles blesse Kagemasa de Sagami, 16 ans, qui combat courageusement l'ennemi. Cette flèche a traversé le casque de Kagemasa et a pénétré son œil droit. Kagemasa a brisé une partie de cette flèche et l'a retournée à l'ennemi, puis ôte son casque pour informer qu'il est blessé. Miura Tametsugu, un autre soldat de la même ville que Kagemasa, intervient sur le visage de Kagemasa afin de tenter de retirer la flèche mais Kagemasa attrape Tametsugu et pointe son épée en lui disant d'arrêter car c'est le désir d'un guerrier d'être tué d'une blessure de flèche. Les soldats de Yoshiie sont encore incapables d'effectuer une percée dans le fort.

## Volume 1, scène 3
Le gouverneur Yoshiie se met en colère lorsqu'il apprend que Takehira a conclu une alliance avec Iehira. Aussi, à son tour concentre-t-il tout son temps et son énergie dans la préparation de forces militaires. Après les saisons de printemps et d'été, il dirige ses troupes de vingt mille hommes vers le fort Kanesawa.
Un soldat nommé Daizo Matsutou décide de ne pas participer à l'attaque et reste sur place. En pleurant, il se lamente quel dommage c'est de vieillir et de ne pouvoir assister à une grande performance de Yoshiie.

## Volume 1, scène 4
Le shogun arrive en face de fort Kanesawa. Cependant, au loin, un vol d'oies rompt sa formation. Cela signale à Yoshiie que des guerriers ennemis sont cachés, prêts à combattre. Après avoir envoyé des hommes pour inspecter les environs, ils trouvent et tuent 30 guerriers ennemis qui attendent le shogun en embuscade.
Masafusa, qui dans le passé a surpris une conversation entre Yoshiie et le seigneur Fujiwara no Yorimichi d'Uji qui expliquait comment il a attaqué Sadatou, remarque que Yoshiie est un bon soldat mais ne sait pas se battre. Un des hommes de Yoshiie lui rapporte cette information. Mais Yoshiie ne le croit pas et accepte même les paroles de Masafusa. Il affirme que si Masafusa ne lui avait pas appris à lire avec les Classiques chinois, il aurait perdu cette bataille contre Takehira.

## Volume 1, scène 5
Après des jours d'impossibilité à s'emparer du fort, deux jeux de sièges sont créés pour exciter la motivation des soldats : les sièges de bravoure et les sièges de lâcheté. En raison du fait que personne ne veut être dans les sièges de lâcheté, les soldats combattent plus durement chaque jour, ce qui rend plus difficile de gagner un siège. Cependant un homme, Koshi no Sue Kata, gagne un siège. Il est également rapporté que les cinq soldats sur les sièges de la lâcheté sont si courageux qu'ils se sont bouché les oreilles pour ne pas entendre la sirène.

## Volume 2, scène 1
Le shogun connaît toujours des difficultés à pénétrer dans le fort de Takehira. Aussi, Yoshihiko Hidetake suggère-t-il qu'il arrête l'attaque et attende que l'approvisionnement de l'ennemi diminue de sorte qu'il puisse assiéger le fort. Après des jours d'attente, Takehira propose que les deux parties choisissent un combattant les représentant pour s'affronter dans un combat afin de passer le temps. Le côté de Takehira choisit un homme nommé Kametsugu tandis que le shogun choisit un homme nommé Onitake. Les deux se battent pendant plus d'une heure sans montrer aucun signe de faiblesse jusqu'à ce que soudain Kametsugu charge son épée trois fois en l'air. Le moment suivant, sa tête et son casque sont à la pointe de l'épée d'Onitake.

## Volume 2, section 2
Après la victoire d'Onitake sur Kametsugu, les forces du shogun se mettent à crier victoire et raillent les lignes ennemies. Les soldats du fort Kanesawa se précipitent immédiatement pour récupérer la tête du soldat tombé. Cela amène un affrontement entre les deux parties. Les forces du shogun sont plus nombreuses que celles du fort Kametsugu de sorte que tous les soldats sont tués. Il est à noter que Suewari no Korehiro, un soldat sur le siège de la lâcheté, a essayé de se racheter en chargeant la ligne de front, tout en mâchant son repas inachevé. Une flèche a frappé son cou aussi a-t-il craché sa nourriture.

## Volume 2, section 3
Chitou, père adoptif de Iehira, se tient au sommet du fort et déclare à Iehira que son père Yoriyoshi a une fois demandé l'aide de feu le shogun Kiyo contre Sadatou et Munetou. C'est en raison de cette aide que Yoriyoshi a pu s'emparer de Sadatou. Il suggère que Iehira de la même lignée a tort de se retourner contre le vieux seigneur de sa famille. Cependant, Yoshiie dit à ses hommes de ne pas épargner la vie de Chitou car elle n'a aucune valeur.

## Volume 2, section 4
Les rations alimentaires des occupants du fort se raréfient. En réponse, Takehira envoie un messager auprès de Yoshimitsu pour demander les conditions d'une reddition. Toutefois, le shogun refuse d'autoriser la reddition de l'ennemi. Takehira demande à Yoshimitsu s'il viendrait au fort afin que tous deux puissent travailler à une solution. Lorsque Yoshiie apprend cela, il dit à Yoshimitsu de ne pas s'y rendre car il serait pris en otage et Yoshiie ne saurait que faire. Yoshimitsu change alors d'avis. L'insistance de Takehira l'amène à demander à Yoshimitsu d'envoyer un messager. Suekata est envoyé et se voit offrir de l'or comme gage de paix mais Suekata refuse l'offre et affirme que bientôt tout appartiendra au shogunat.

## Volume 2, scène 5
Lorsque la saison passe de l'automne à l'hiver, les guerriers du shogun affrontent une période difficile. Ils écrivent des lettres, envoient des vêtements et des chevaux pour leurs femmes et leurs enfants chez eux afin qu'ils puissent voyager vers la capitale et se mettre en sécurité.
Dans le fort toutefois, afin de préserver la nourriture, les femmes et les enfants de rang inférieur sont envoyés à l'extérieur. Hidetaki suggère au shogun qu'il devrait tuer ces femmes et les enfants sur place afin d'empêcher plus de gens de quitter le fort. Plus il y aura de gens dans le fort, plus rare seront les réserves alimentaires. Les femmes et enfants sont donc tués.

## Volume 3, scène 1
Une nuit, le shogun Yoshiie se réveille et dit à Fujiwara Sukemichi, un de ses soldats préférés qui, à l'âge de treize ans n'a jamais rompu une formation de combat, de dire à ses soldats de brûler leurs tentes pour se réchauffer car c'est la nuit qui verra Takehira et Iehira tomber. Tout le monde obéit et au matin l'ennemi est tombé.

## Volume 3, scène 2
Takehira et Iehira finalement n'ont plus de nourriture et perdent leur fort le soir du quatorzième jour du onze mois de la cinquième année de Kanji. Le Shogun met le feu à chaque maison peuplée ou vacante et le fort est ainsi incendié. Takehira se cache dans un étang avec le corps à moitié immergé derrière des buissons mais est finalement découvert et capturé avec Chitou. Iehira réussit à se déguiser en homme du peuple et s'échappe seulement après avoir tué de ses mains son cheval, Hanakoji, qu'il aimait plus encore que sa femme et ses enfants. Les belles femmes sont ensuite rassemblées pendant que leurs maris sont décapités.

## Volume 3, scène 3
Après avoir été capturé par les soldats du Shogun, Takehira est amené aux pieds du Shogun Yoshiie où il est insulté comme un soldat qui n'a pas l'honneur de combattre son ennemi. Le shogun rappelle qu'un homme nommé Takenori a été fait gouverneur par le soutien du gouverneur de l'époque et a remboursé ses services alors Takehira n'a rien fait mais s'est rebellé alors même que son père Yoriyoshi a reçu l'aide d'un précédent shogun. Takehira met sa tête au sol en pleurant et supplie le shogun d'épargner sa vie. Cependant, le shogun fait réduire une partie de la tête de Takehira par Mitsufusa. la tête maintenant réduite, il essaie encore de demander assistance et pardon à Yoshimitsu, le frère du shogun. Celui-ci tente de raisonner le shogun mais ce dernier fait valoir qu'un homme qui est pris dans un combat et supplie d'être épargné n'est pas un homme qui se rend. Après la décapitation de Takehira, Yoshiie ordonne à un soldat de tirer la langue de Chitou. Le premier soldat essaie d'utiliser ses mains mais il lui est dit qu'il met ses mains dans la bouche d'un tigre de sorte que le shogun demande à un autre soldat d'utiliser une paire de pinces pour tirer la langue. Chitou est alors lié à une branche d'arbre avec la tête de Takehira placée à ses pieds. Après avoir essayé d'empêcher ses pieds de toucher la tête de son maître, Chitou perd de la force et pose ses pieds sur la tête de Takehira. Le shogun Yoshiie veut maintenant la tête de Iehira.

## Volume 3, section 4
Un soldat bien connu nommé Agata no Tsugutou se tient sur le bord de la route tandis que de nombreuses personnes fuient le fort. Parmi elles se trouve Iehira déguisé en serviteur. Tsugutou reconnaît Iehira et le tue. Tsugutou décapite Iehira et présente sa tête au shogun qui avec joie, donne à Tsugutou un tissu rouge et un excellent cheval. Le shogun organise alors un rassemblement des partisans de Iehira.

## Volume 3, section 5
Le shogun écrit un rapport officiel au gouvernement central et demande une ordonnance officielle pour amener les têtes d'Takehira et Iehira qu'il considère comme des rebelles semblables à Sadatou et Munetou mais en pire. Cet appel est rejeté car cette bataille est considérée être une affaire personnelle. C'est une déception pour le shogun car une ordonnance aurait été gage d'une récompense. Alors les soldats jettent les têtes de leurs victimes sur le côté de la route et retournent, défaits, à la capitale.